# Pyridostigmine
Pyridostigmine là một loại thuốc dùng để điều trị bệnh nhược cơ. Chúng cũng được sử dụng phối hợp với atropine để kết thúc tác dụng của thuốc ức chế thần kinh cơ loại không khử cực. Thuốc thường được dùng qua đường miệng nhưng cũng có thể được sử dụng bằng cách tiêm. Các tác dụng thường bắt đầu trong vòng 45 phút sau khi dùng thuốc và kéo dài tới 6 giờ.
Các tác dụng phụ thường gặp bao gồm buồn nôn, tiêu chảy, đi tiểu thường xuyên và đau bụng. Tác dụng phụ nghiêm trọng hơn có thể có như huyết áp thấp, suy nhược và phản ứng dị ứng. Mức độ an toàn nếu sử dụng thuốc trong thời kỳ mang thai vẫn là chưa rõ ràng. Pyridostigmine là một chất ức chế acetylcholinesterase trong họ thuốc cholinergic. Chúng hoạt động bằng cách làm mất các hoạt tính của acetylcholinesterase và do đó làm tăng tác dụng của acetylcholine.
Pyridostigmine được cấp bằng sáng chế vào năm 1945 và được đưa vào sử dụng vào năm 1955. Nó nằm trong danh sách các thuốc thiết yếu của Tổ chức Y tế Thế giới, tức là nhóm các loại thuốc hiệu quả và an toàn nhất cần thiết trong một hệ thống y tế. Pyridostigmine có sẵn dưới dạng thuốc gốc. Chi phí bán buôn ở các nước đang phát triển là khoảng 7,17 đến 65,93 USD một tháng. Tại Hoa Kỳ, chi phí là khoảng 25 đến 50 USD mỗi tháng.